# Piuí de Cuba
El piuí de Cuba (Contopus caribaeus) és un ocell de la família dels tirànids (Tyrannidae).

## Hàbitat i distribució
Habita boscos, matolls i manglars a les Antilles a les illes Bahames septentrionals i Cuba, incloent petites illes i l'Illa de la Juventud.